# ياسين في مستشفى المجانين (مسلسل)
ياسين في مستشفى المجانين مسلسل كوميدي من فئة مسلسلات كوميديا الموقف أو ست كوم أنتج عام 2009 بطولة محمد نجم من تأليف فريد عبد الحميد ومن المشاركين في البطولة أحمد راتب ورضا حامد وميمي جمال .

## أحداث المسلسل
تدور أحداث المسلسل حول «ياسين» طبيب نفسي بمستشفى الأمراض العقلية، والمواقف الطريفة التي يتعرض لها يوميا مع مرضاه، ويقوم بدوره الفنان الكبير محمد نجم، كما يناقش المسلسل المشاكل الاجتماعية والنفسية التي انتشرت خلال الفترة الأخيرة، بسبب الظروف الاقتصادية مثل: البطالة والعنوسة، في 30 حلقة مدة كل منها نصف ساعة.